# Pulau Kijang (Reteh)
Pulau Kijang is een bestuurslaag in het regentschap Indragiri Hilir van de provincie Riau, Indonesië. Pulau Kijang telt 18.293 inwoners (volkstelling 2010).